# Enrico di Gand
Enrico di Gand, detto Doctor Solemnis (e noto anche come Henricus a Gandavo, in latino o Hendrik van Gent, in olandese), (Gand, 1217 circa – Tournai, 1293), è stato un filosofo fiammingo. 
Appartenente al clero secolare, è considerato uno dei più importanti teologi del XIII secolo.

## Vita
Studiò nella sua città di origine e, successivamente, presso la scuola capitolare di Tournai. La leggenda che lo vuole discepolo di Alberto Magno a Colonia, non ha fondamento. Nel 1267 divenne canonico a Tornai e, più tardi, arcidiacono a Bruges (1276).
Attratto dalla fama dell'università di Parigi, si trasferì nella capitale francese, dove, nel 1277 divenne maestro di teologia. In quello stesso anno partecipò a un'assemblea di professori universitari dove furono condannate alcune deviazioni dottrinarie di ispirazione averroista e tomista. Prese anche parte a varie dispute tra gli ordini e i preti secolari, appoggiando questi ultimi. In accordo con la bolla papale Ad fructus uberes di Martino IV del 1281, Enrico si schierò con il clero secolare contro gli Ordini mendicanti sulla questione della reiterazione della confessione (che prevedeva l'obbligo di confessare al proprio parroco, almeno una volta l'anno, i peccati già confessati ad un frate).

## Pensiero

### L'essenza
Enrico argomentò che non solo le creature individuali avessero un essere corrispondente alla loro essenza - l'essere dell'essenza (o esse essentiae) - essi hanno solo una "qualcosità" (aliquitas). L'essere creato da Dio non è l'essere della vera esistenza, ma l'essere dell'essenza, o esse latissimum (essere nel senso più esteso), o esse communissimum, la più generale forma di essere. La determinazione dell'essenza rispetto al suo essere fatto vero è una delimitazione, o specificazione, di quell'essere. La creazione dell'esistente, come creatura, avviene grazie ad un ulteriore intervento della volontà divina che conferisce nuova realtà all'esistenza così creata ( esse existentiae ). L'esistenza dunque non aggiunge all'essenza una realtà nuova, ma solo una relazione di dipendenza rispetto a Dio, considerato come causa efficiente. Quindi, l'esse essentiae viene prima, e poi viene l'esse aliquid per essentiam, essendo un qualcosa attraverso l'essenza, infine l'intera essenza così composta è posta nella verità.

### La distinzione intenzionale
Una distinzione intenzionale si trova laddove la stessa cosa sia espressa da diversi concetti in diversi modi (Quodl. V, q. 12). Diversamente da una distinzione puramente logica, una distinzione intenzionale implica sempre una sorta di composizione, sebbene si tratti di una composizione minore rispetto a quella fatta nella realtà.

### Illuminazione
La dottrina di Enrico è particolarmente intrisa di Platonismo. Egli distingueva fra conoscenza degli oggetti reali e divina ispirazione, tramite la quale conosciamo l'essere e l'esistenza di Dio. I primi non gettano luce sulla seconda. Gli individui non sono costituiti dall'elemento materiale, ma dalla loro esistenza indipendente. Gli universali devono essere distinti in accordo col fatto che essi hanno un riferimento nelle nostre menti o nella mente divina. Nell'intelligenza divina esistono esemplari dei generi e delle specie degli oggetti naturali.

## Opere
edizioni antiche
- Quodlibeta Theologica (Paris, 1518; Venice, 1608 and 1613)
- Summa theologiae (Paris, 1520; Ferrara, 1646)

edizioni moderne
- Henrici de Gandavo Opera Omnia Leuven: Leuven University Press, 1979 sqq.
- Syncategoremata Henrico de Gandavo adscripta ediderunt H.A.G. Braakhuis, Girard J. Etzkorn, Gordon Wilson; cum introductione H.A.G. Braakhuis, Leuven, Leuven University Press, 2010.

Opera non autentica:
- De scriptoribus ecclesiasticis (Cologne, 1580)